# منتخب كوبا لهوكي الحقل للسيدات
منتخب كوبا لهوكي الحقل للسيدات (بالإسبانية: Selección femenina de hockey sobre césped de Cuba)‏ هو ممثل كوبا الرسمي في المنافسات الدولية في هوكي الحقل للسيدات
.